# Sól Frémy’ego
Zasugerowano, aby ten artykuł podzielić na różne artykuły – Nitrozodisulfonian disodu i Nitrozodisulfonian dipotasu.
Sól Frémy’ego (nitrozodisulfonian sodu lub potasu), Na
2[NO(SO
3)
2] lub K
2[NO(SO
3)
2] – nieorganiczny związek chemiczny, sól kwasu nitrozodisulfonowego i sodu. Ma charakter rodnika i w roztworach wykazuje intensywny purpurowy kolor (λmax 544 nm w zasadowym roztworze wodnym).

## Otrzymywanie
Sól sodowa została po raz pierwszy otrzymana przez Edmonda Frémy’ego w 1845 r. Otrzymuje się ją z azotynu sodu, wodorowęglanu sodu i dwutlenku siarki. W reakcji tej powstaje najpierw hydroksyloaminodisulfonian sodu, HON(SO3Na)2, który następnie utlenia się elektrochemicznie w środowisku zasadowym do nitrozodisulfonianu:
1. NaNO
2 + 2SO
2 + NaHCO
3 → HON(SO
3Na)
2 + CO
2↑
2. HON(SO
3Na)
2 + OH−
 → O−N(SO
3Na)
2 + H
2O + e−
     (reakcja anodowa)

Utlenianie można też przeprowadzić za pomocą amoniakalnego roztworu nadmanganianu potasu.

## Zastosowanie
Związek ten jest silnym utleniaczem. Stosowany do utleniania pochodnych aniliny i fenoli do chinonów.
Obecność niesparowanego elektronu pozwala na wykorzystanie go w eksperymentach EPR do badania mechanizmów reakcji redoks, np. utleniania kwasu askorbinowego.